# Liste des seigneurs d'Auzon
- Bompar bonuspar

Blason de la commune d'Auzon

  - De gueules fretté d'or, aux fleurs de lys de même dans la claire-voie
- Montravel
- Montmorin
  - De gueules semé de molettes d'éperon d'argent, au lion de même brochant
- Polignac
  - Fascé d'argent et de gueules de six pièces

## D'Auzon
- Bompar d'Auzon, né avant 1000, seigneur d'Azérat, Ouillandre, Sainte-Florine… (?)
- Bernard d'Auzon, Bernard d'Alzon, né avant 1078 (le 1er sire vraiment connu)
- Pierre d'Auzon, né avant 1136
- Étienne d'Auzon, né avant 1153, chevalier et seigneur d'Auzon, co-seigneur d'Azérat
- Bompar (Ier) d'Auzon, vivant en 1220, chevalier, seigneur d’Auzon et Rilhac, et co-seigneur de Paulhac, époux d'Algarde de PAPABEUF
- Hugues Ier d'Auzon, seigneur d'Auzon, qui rend hommage en 1220
- Bompar (II) d'Auzon, fils de Bompar Ier et frère d'Hugues, mort avant 1274, chevalier, co-seigneur de Paulhac.
- Bompar (III) d'Auzon, fils du précédent, vivant en 1298, chevalier, seigneur d’Auzon, Rilhac, Ste-Florine, etc., et co-seigneur de Paulhac, épouse Guyonne ? (Guiguone).

Bernard d'Auzon, Chevalier de l'Ordre du Temple de la commanderie du Chambon à Cohade
Pierre d'Auzon, Chevalier de l'Ordre du Temple de la commanderie du Chambon à Cohade
- Bompara d'Auzon, fille de Bompar, dame d'Auzon, Rilhac, Auzat (à Villeneuve ?), Paulhac, etc. : elle est la seule héritière vers 1280, et elle apporte par mariage les seigneuries d'Auzon et de Rilhac à Hugues V (IV) de Montmorin, chevalier.

## De Montmorin
- François de Montmorin-Saint-Hérem, vicomte de Clamecy, gouverneur d'Auvergne, lointain descendant de Bompare et d'Hugues V de Montmorin
- Gaspard de Montmorin-Saint-Hérem (son fils), Chevalier de l'ordre du Roi, gouverneur d'Auvergne.

## De Polignac
Françoise de Montmorin-St-Hérem, fille de Gaspard et petite-fille de François, porte Auzon dans la Maison de Polignac par son mariage avec Louis-Armand XVII de Polignac-Chalencon (1556-† en février 1584).

## De Montravel
La branche issue d'Hugues Ier se poursuit à Vergongheon, Ste-Florine et Lempdes ; il semble que viennent ensuite : son fils Hugues II (2e moitié du XIIIe siècle) ; père d'Etienne (aux alentours de 1300) ; père de Géraud (XIVe siècle) ; père de Jean d'Auzon (2e moitié du XIVe), qui marie Elix/Alix de Montravel vers 1357. Cette dernière, fille héritière de Pons/Ponce de Montravel, avait un frère, Guillaume de Montravel, seigneur de Lollière/L'Ollière et de la Chassaigne (son fils Louis de Montravel, fl. aux alentours de 1400, † en 1415 à Azincourt, épouse Marguerite de Montchenu, dame d'Argental et de Beausemblant).
Les descendants de Jean et d'Elix prennent alors le nom d'Auzon de Montravel et portent aussi les armes des Montravel (Montravel : Écartelé d'or et d'azur : Armorial : blason de Montravel ; Auzon : De gueules fretté d’or, les claires-voies semées de fleurs-de-lys du même : Armorial : blason d'Auzon).